# Seconde bataille de Chattanooga
Guerre de Sécession
Batailles
Campagne de Chickamauga
- Seconde bataille de Chattanooga
- Bataille de Davis' Cross Roads
- Bataille de Chickamauga

La seconde bataille de Chattanooga est une bataille de la guerre de Sécession, qui a débuté le 21 août 1863, ouvrant la campagne de Chickamauga. Les batailles plus importantes et plus célèbres sont les batailles pour Chattanooga (généralement appelées comme la bataille de Chattanooga) en novembre 1863.

## Contexte
Le 16 août 1863, la major général William S. Rosecrans, commandant l'armée du Cumberland, lance une campagne pour prendre Chattanooga, Tennessee. La brigade du  colonel John T. Wilder (en) de la 4e division du XIVe corps de l'Union, marche sur le lieu situé au nord-est de Chattanooga où les confédérés peuvent les voir, renforçant les espoirs du général Braxton Bragg d'une attaque de l'Union sur la ville en provenance de cette direction.

## Bataille

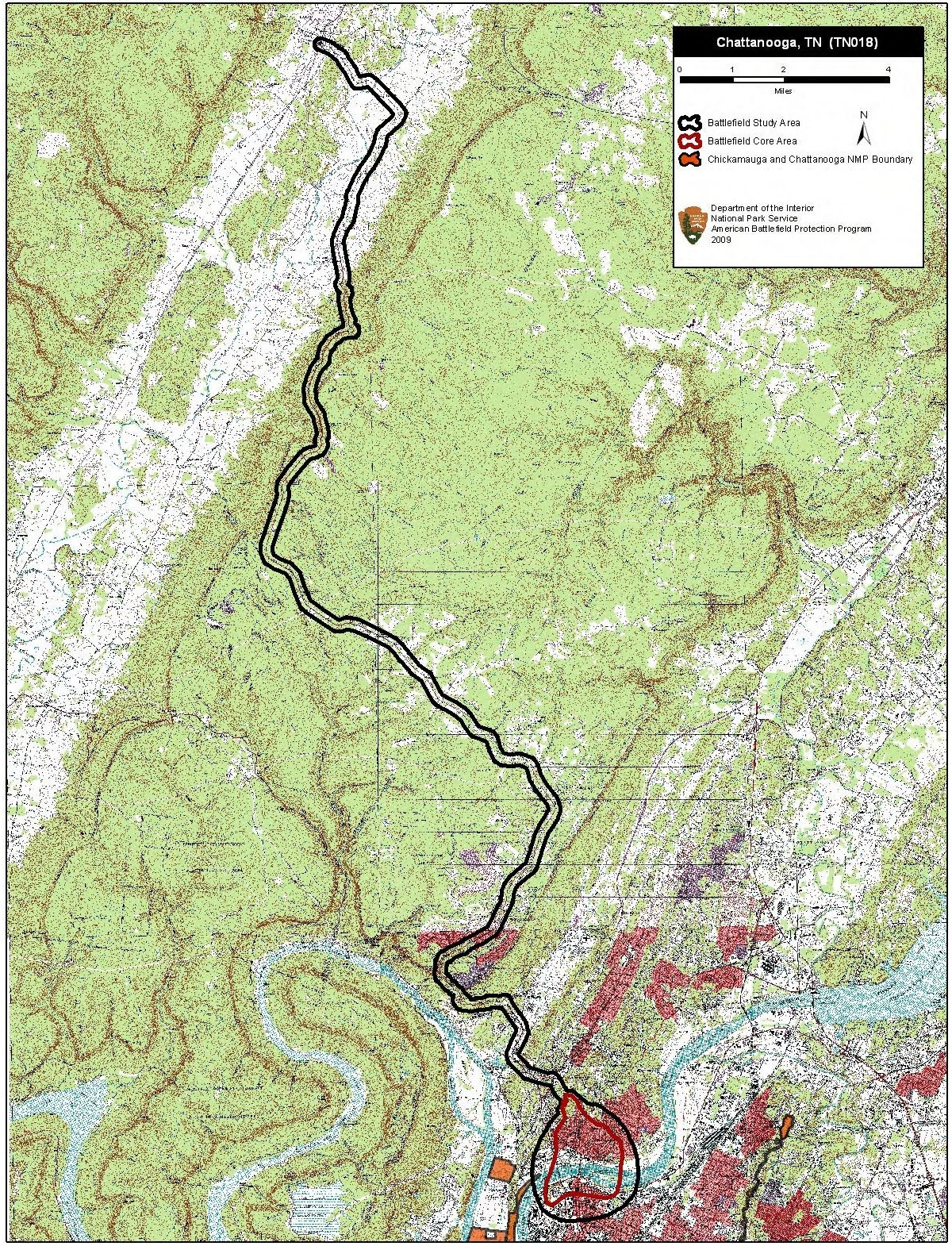
Carte du cœur du champ de bataille et des zones d'étude. La zone d'étude révisée comprend la longue route d'approche fédérale. La zone centrale a été légèrement élargie pour englober toute la zone de bombardement.

Le 21 août 1863, Wilder atteint la rivière Tennessee en face de Chattanooga et ordonne au 18th Indiana Light Artillery (batterie du capitaine Eli Lilly) de commencer le bombardement de la ville. Les obus  surprennent beaucoup de soldats et de civils dans l'église en ville qui observent une journée de prière et jeûne. Le bombardement coule deux bateaux à vapeur amarrés au quai et crée un grand sentiment de consternation parmi les confédérés.

## Conséquences
Se poursuivant périodiquement pendant les deux semaines suivantes, le bombardement participe à faire porter l'attention de Bragg sur le nord-est pendant que le corps principal de l'armée de Rosecrans traverse la rivière Tennessee à l'ouest et au sud de Chattanooga. Quand Bragg apprend le 8 septembre 1863 que l'armée de l'Union est en force au sud-ouest de la ville, il abandonne Chattanooga et déplace son armée du Tennessee en Géorgie. L'armée de Bragg descend par la route de LaFayette (en) et campe dans la ville de LaFayette.